# Tropenbahn

Querschnitt und Längenansicht der Tropenbahn

Probezug mit Lokomotive „Eugen“ und antriebslosem Anhänger

Tropenbahn-Patentschrift aus dem Jahr 1895 bezüglich der „Aufhängung der Trägerschiene für einschienige Bahnen mit freischwebend hängenden Personenwagen“

Die Tropenbahn, auch Tropen-Schwebebahn genannt, war ein Konzept einer einschienigen Hängebahn zur Erschließung der Deutschen Kolonien.

## Geschichte
Parallel zu den Detailplanungen für die Wuppertaler Schwebebahn, die 1894 beschlossen und 1901 eröffnet wurde, entwickelte deren Erfinder Eugen Langen ab Sommer 1895 die von ihm so benannte Tropenbahn. Sie war als leichtere und billigere Bahn für besondere Verwendungen, insbesondere für den Einsatz als „Transportbahn für koloniale Zwecke“ sowie als militärische Transportanlage gedacht. Der Industrielle Langen war als Zuckerfabrikant und zudem Mitglied im Kolonialrat selbst an der Ausbeutung der Rohstoffe in Afrika interessiert.
Bei der Tropenbahn handelt es sich um eine eingleisige, deutlich vereinfachte Version der Schwebebahn. Weil die beiden schon zuvor in Köln-Deutz errichteten Schwebebahn-Versuchsanlagen ausschließlich zur Erprobung von Stadt- beziehungsweise Schnellbahnen dienten, erbaute die Continentale Gesellschaft für elektrische Unternehmungen nach Langens Vorstellungen auf dem Deutzer Fabrikgelände von Van der Zypen & Charlier eine dritte größere einschienige Versuchsanlage, in diesem Fall für „leichte Feld- und Bergbahnen“. Wenige Tage vor seinem unerwarteten Tod am 2. Oktober 1895 verkündete er in seinen Briefen vom Bau dieser, etwa einen Kilometer langen und ringförmigen, Probestrecke, deren Eisenkonstruktion die Brückenbauanstalt Harkort aus Duisburg lieferte.
Die Fahrzeuge hingen an einem I-förmigen Träger, der aus einem Stegblech und vier I-Profilen zusammengenietet war und auf dessen Ober- und Unterseite 40 Millimeter breite Schienen aufgeteilt waren. Im Abstand von acht Metern hing der Schienenträger mit einer eisernen Hängebügelaufhängung an zweibeinigen hölzernen Böcken. Am Schnittpunkt der beiden schrägstehenden Stützenschenkel war der bogenförmige Hängebügel durch ein Gelenk beweglich gelagert, so daß die Stützen nur auf Druck beansprucht wurden. Den Längsschub nahm man hierbei etwa alle 200 Meter durch zwei, miteinander fest verbundene, Stützenpaare auf. Einschließlich der Stützen wog die gesamte Konstruktion 70 Kilogramm je Meter Bahnlänge. Die nach ihrem Erfinder „Eugen“ genannte Lokomotive der Versuchsbahn war zweiachsig und konnte selbst auf einer Steigung von 1:6 zwei besetzte vierachsige Wagen ziehen. Prinzipiell wäre im Adhäsionsbetrieb eine maximale Steigung von 1:4 möglich gewesen. Für noch größere Steigungen war geplant, die untere Schiene als Zahnstange auszubilden und die leichte Feldbahn zur „Zahnradschwebebahn“ umzubauen.
Anders als die Wuppertaler Schwebebahn war die Tropenbahn nicht als Hochbahn konzipiert, weil keine Straßen zu überqueren waren. Sie war für leichten und „mäßig raschen“ Verkehr, wie zum Beispiel für landwirtschaftliche Zwecke, gedacht und sollte – insbesondere im Vergleich zu schmalspurigen Feldbahnen – verhältnismäßig günstig herzustellen sein, indem Dämme und Kunstbauten, abgesehen von großen Flusstälern oder Schluchten, fast ganz entfallen wären. Der Betrieb der seitlich offenen Wagen sollte durch Zugtiere per Zugseil oder durch kleine Elektrolokomotiven erfolgen.
Nach Langens Tod richtete die Continentale Gesellschaft für elektrische Unternehmungen, die auch für den Aufbau und späteren Betrieb der Schwebebahn im Wuppertal zuständig war, anlässlich der vom 1. Mai bis zum 15. Oktober 1896 stattfindenden Berliner Kolonialausstellung im Treptower Park, dort eine 400 Meter lange Vorführstrecke der Tropenbahn ein. Sie führte von der Parkstraße zum Eingang der Ausstellung.
Eine besondere Attraktion auf der Tropenbahn-Teststrecke in Köln war zudem das ebenfalls von Langen vorgestellte „schwebende Fahrrad“, eine spezielle Fahrraddraisine mit nur zwei Rädern. Diese hatte eine Kettenübertragung und konnte in beiden Richtungen fahren. Das Fahrzeug war unter anderem für Bahnunterhaltungszwecke gedacht, das heißt an Stelle von klassischen vierrädrigen Eisenbahn-Draisinen.

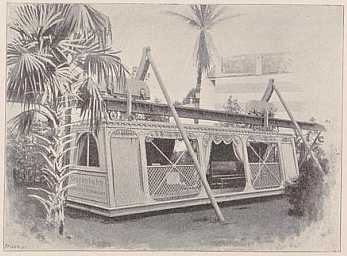
Die Tropenbahn auf der Kolonialausstellung in Berlin-Treptow, 1896
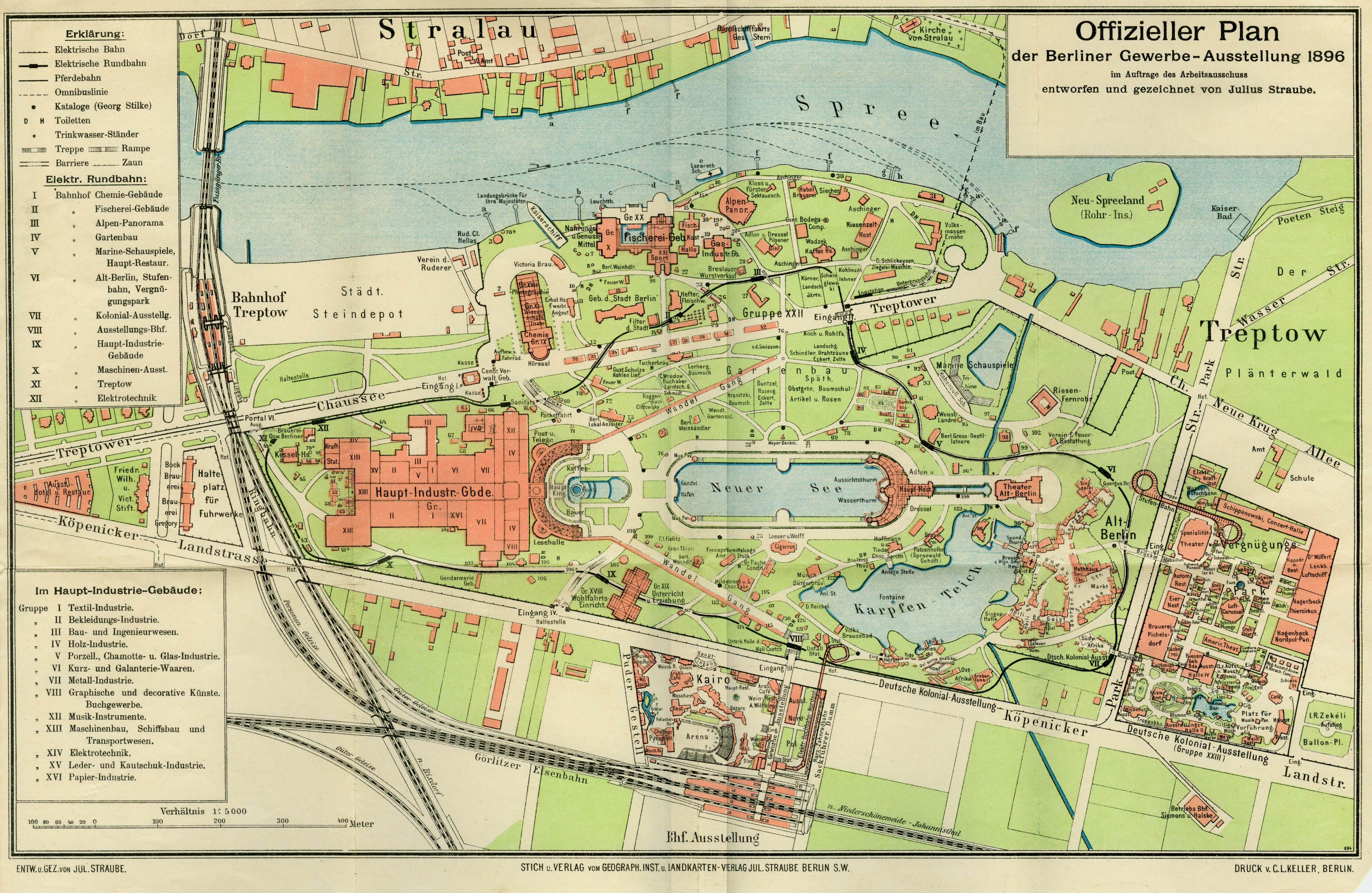
Streckenplan der Tropenbahn in Berlin-Treptow, auf der Karte rechts unten
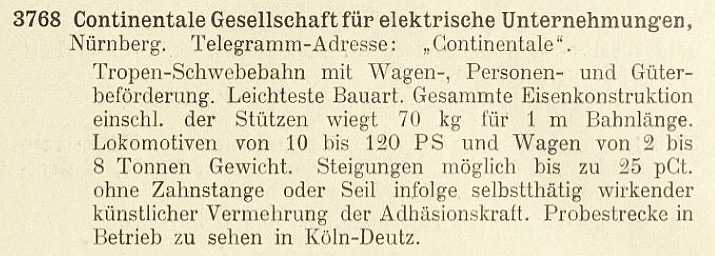
„Tropen-Schwebebahn mit Wagen-, Personen- und Güterbeförderung“ im Ausstellungskatalog
„Schwebendes Fahrrad“